# Bluesign
Bluesign (bluesign) är en standard för miljöcertifiering av textilproduktion, administrerad av bluesign technologies ag (med gemen begynnelsebokstav) i Schweiz. Standarden utarbetades till en början som ett projekt av Schoeller Textil AG 1997, och 2000 bildades bluesign technologies.
Bluesigncertifieringen gäller företagens samhällsansvar (CSR) och innefattar därmed såväl produktionens utsläpp i luft och vatten, resurshushållning och arbetarskydd, som säkerheten för konsumenterna (kemiska ämnen i kläderna). Däremot omfattas inte miljöbelastningen när produkterna används. Vilket förklarar varför till exempel antiodörbehandling med silversalter kan omfattas av märkningen.
Märkningen innefattar främst material, till exempel Polygiene och Primaloft, men också tillverkare och återförsäljare kan ansluta sig som medlemmar och arbeta mot standarden. 

## Exempel på medlemmar
- Haglöfs
- Texstar AB
- Helly Hansen
- Klättermusen
- Patagonia
- The North Face
- Houdini
- ACG Accent